# St. Mariä Empfängnis (Kohlsberg)
St. Mariä Empfängnis ist eine römisch-katholische Pfarrkirche in der bergischen Großstadt Solingen. Sie wurde 1865 im neugotischen Stil nach den Plänen des Kölner Architekten Vincenz Statz erbaut und befindet sich im ländlich geprägten Ortsteil Kohlsberg.

## Geschichte
Im zu Höhscheid gehörenden Dorf Kohlsberg beauftragte die katholische Kirchengemeinde den Kölner Architekten und Werkmeister am Kölner Dom Vincenz Statz mit der Planung einer katholischen Pfarrkirche als Missionskirche in einem ansonsten mehrheitlich protestantisch geprägten Gebiet. Der Bauplatz an der Kohlsberger Höhe sorgte für weiträumige Sichtbarkeit der Kirche auf einem Höhenzug zwischen dem Weinsberger und dem Höhscheider Bachtal. Die Bauausführung lag bei Maurermeister Peter Rosenbaum aus Mülheim/Rhein. Der Bau kostete rund 6660 Reichstaler und wurde 1865 vollendet. Doch eine mangelhafte Bauausführung machte schon ab 1872 erste Reparaturen erforderlich, die nach Plänen des Architekten August Carl Lange durchgeführt wurden.
Zeitgleich mit dem Bau der Kirche wurde 1865 auch ein katholischer Friedhof angelegt, der sich rückwärtig an die Kirche anschließt. Unter den historischen Gräbern sticht vor allem das Grabmal des ersten Pfarrers der Gemeinde hervor, das Grab von Heinrich Pesch.
Erst im Jahr 1888 wurde der Hochaltar im neugotischen Stil von der Werkstatt des Bildhauers Johann Offermann errichtet. Der Marienaltar stammt aus dem Jahr 1904 und der Beichtstuhl aus dem Jahr 1903. Die Orgel wurde im Jahr 1911 von der Firma Johannes Klais aus Bonn gefertigt. Die im Zweiten Weltkrieg unzerstörte Kirche wurde zwischen 1959 und 1960 innen und außen renoviert und die Fassade neu verputzt.
Am 16. November 1998 wurde die Kirche unter der laufenden Nummer 987 in die Denkmalliste der Stadt Solingen eingetragen.

## Architektur
Bei der Kirche handelt es sich um eine einschiffige Hallenkirche im neugotischen Stil. Ein verschieferter Dachreiter thront über dem zentralen Portal an der Südseite des Gebäudes. Der Weg zum Eingang der Kirche wird durch eine Allee von Lindenbäumen gesäumt.